# Antonio Valverde
Antonio Valverde Casas, también conocido como Ayalde (Rentería, España, 1 de enero de 1915 - Oyarzun, España, 28 de julio de 1970) fue un pintor, grabador, industrial y escritor español.
Fundamental en la pintura vasca del siglo XX, sirvió como puente entre las generaciones previas y posteriores a la Guerra civil española. Se adhirió a diferentes corrientes vanguardistas, como el cubismo y fovismo.

## Biografía
Nació en el seno de una familia de impresores de larga trayectoria. Estudió Derecho en Zaragoza, compaginando los estudios con la escuela de Ascensio Martiarena, maestro de  pintores.
Ganó el Certamen de Artistas Noveles de Guipúzcoa en los años 1935 y 1941. En 1951, participó en la Bienal del Arte Hispanoamericano y allí presentó su trabajo Olentzero. En la Navidad de 1952, ganó el Premio Darío de Regoyos de San Sebastián, y en 1953 se le concedió un premio honorífico en el mismo concurso.
En aquella época trabajó en Industrias Gráficas Valverde como gerente y director artístico. Ejerció las artes gráficas como profesión, así como la ilustración de textos, como en el caso de las reimpresiones de En el corazón y en los ojos, de Xabier de Lizardi, y Los vascos, de Orixe.
En la década de 1950, comenzó a estudiar vascuence, enseñado primero por su esposa, María Dolores Lamsfus, y, después, en la escuela clandestina de Elvira Zipitria de San Sebastián. Miembro correspondiente de la Real Academia de la Lengua Vasca y de la Real Sociedad Bascongada de Amigos del País Vasco. Ha publicado sus obras en El Bidasoa, Oarso, La Voz de España, Egan y Olerti.
Fue padre del músico Antton Valverde, de la pintora Rosa Valverde, y de la historiadora Lola Valverde.

## Obra
Las dos obras principales de Valverde son Con futs de txistu (1965) e Ibar ixillean (1970), editadas póstumamente y con textos en euskera.
También realizó una interesante investigación sobre la pintura en las provincias vascas, titulada Sobre la escuela vasca, y escribió varios artículos sobre pintores (Erti Berriak, Picasso, Marc Chagall, Darío de Regoyos). Pintó numerosos retratos con imágenes de personajes de la cultura vasca. Además de sus pinturas al óleo, también ilustró libros. 